# 벗풀
벗풀(Sagittaria trifolia) 또는 소귀나물은 택사과에 속한 여러해살이풀이다.

## 특징
땅 속에 주경이 뻗으며, 잎은 뿌리로부터 뻗어나온다. 어릴 때는 물에 잠기는 가느다란 잎만을 가지지만, 어느 정도 자란 후에는 긴 잎자루를 파진 잎이 곧게 뻗어 물 위로 나온다. 잎몸은 밑부분이 둘로 갈라진 화살 모양인데, 길이는 7-15cm 정도가 된다. 꽃줄기는 높이 20-80cm 정도로, 8-10월경이 되면 3개의 꽃이 돌려난다. 일반적으로 아래쪽에는 암꽃, 위쪽에는 수꽃이 달린다. 달걀 모양의 포엽이 있으며 2개의 녹색을 띤 꽃받침조각을 가지고 있다. 한편, 3개의 흰색 꽃잎이 있는데, 하나하나의 길이는 8-10mm 정도이다. 수꽃에는 여러 개의 편평한 수술이 있다. 열매는 수과로 편평하며 날개를 가지고 있다. 주로 얕은 연못이나 논에서 자란다.